# Théodore Grimault
Pour les articles homonymes, voir Grimault (homonymie).
Théodore Grimault est un homme politique français né le 3 juillet 1815 à Marolles-les-Braults (Sarthe) et décédé le 2 février 1869 à Angers (Maine-et-Loire).

## Biographie
Conseiller général, il est député de la Sarthe de 1849 à 1851, siégeant à droite avec les monarchistes. Il se présente plusieurs fois, sans succès, comme candidat d'opposition sous le Second Empire.